# 圣尼古拉教堂 (斯特拉斯堡)

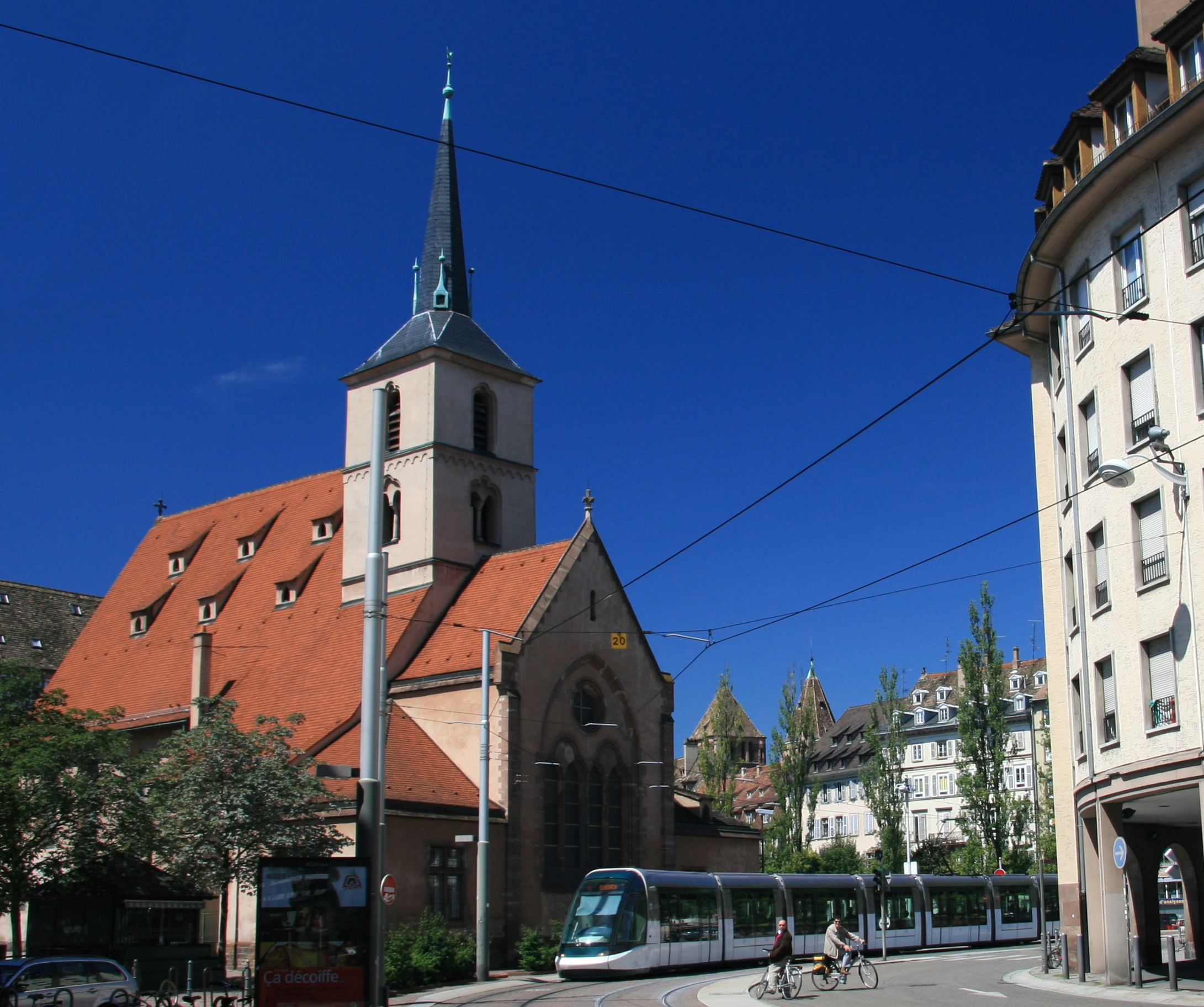
圣尼古拉教堂

圣尼古拉教堂（法语：Église Saint-Nicolas，德语：Nikolaikirche）是法国斯特拉斯堡的一座哥特式的归正会教堂，约翰·加尔文曾在此讲道，艾伯特·史怀哲曾长期担任该教堂牧师。
这座教堂建于1387年至1454年，兴建在一座1182年教堂的原址上，原本供奉抹大拉的玛利亚。钟楼建于1585年。17世纪，内部进行了重新设计。1905年，埃米尔·所罗门修建了东立面。 
内部保留了15世纪的壁画。席伯尔曼兄弟的18世纪初的管风琴一直幸存到20世纪初第一次世界大战后期，享有极好的口碑。